# IC 3315
IC 3315 ist eine elliptische Zwerggalaxie im Sternbild Jungfrau nördlich der Ekliptik. Sie ist schätzungsweise 73 Millionen Lichtjahre von der Milchstraße entfernt und hat einen Durchmesser von etwa 15.000 Lichtjahren. Unter der Katalognummer VCC 823 wird sie als Mitglied des Virgo-Galaxienhaufens gelistet.
Im selben Himmelsareal befinden sich u. a. die Galaxien NGC 4388, IC 3291, IC 3311, IC 3349.
Das Objekt wurde am 7. Mai 1904 von Royal Harwood Frost entdeckt.